# Dispar compacta
Dispar compacta là một loài bướm thuộc Họ Bướm nhảy (Hesperiidae). Chúng được tìm thấy ở lãnh thổ Thủ đô Úc, New South Wales, Queensland, Nam Úc và Victoria.
Sải cánh dài khoảng 30 mm. Các con trưởng thành bay từ tháng một đến tháng tư.
Ấu trùng ăn các loài Gahnia, Lomandra và Poa, bao gồm Poa tenera. Chúng xây nơi trú ẩn từ lá và tơ ở gốc cây nơi chúng nghỉ ngơi vào ban ngày.